# 葛菓子

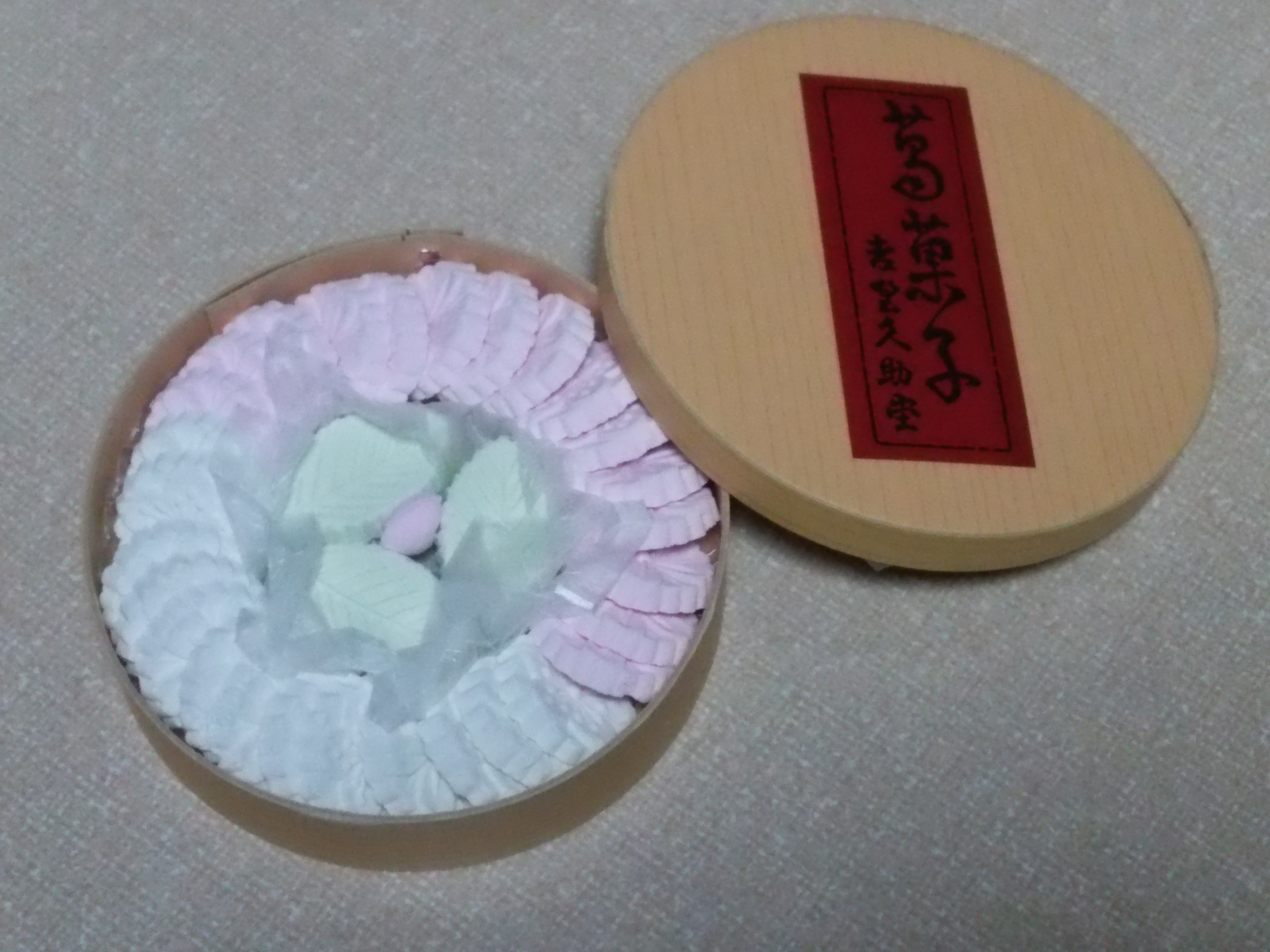
吉野の葛菓子

葛菓子（くずがし）は、葛粉を使った押し物・打ち物の和菓子で、吉野葛菓子、葛落雁、葛干菓子とも呼ばれる。吉野葛の本場、奈良県吉野山の銘菓である。
葛根から取り出した良質な吉野本葛と和三盆糖を均質に混ぜ良く馴染ませた生地を、桜の木の木型で打ち出し、焙炉で乾燥させて作る。本葛の澱粉は非常に粒子が細かく滑かな上に、粘りが少ない。　このため、糯米を原料とする寒梅粉から作られる落雁と比べると、吉野本葛を使用した伝統的な製法の葛菓子は、ふんわりと口溶けが良く舌触りの滑かなことが特徴である。

## 主な製造販売店
- 吉野久助堂（吉野山）江戸時代中期の創業、「葛菓子」
- 八十吉（吉野山）嘉永4年（1851年）創業、「静ごのみ」
- 大谷醍予堂（吉野山）「葛菓子」
- 桜陰山本庵（吉野山）「吉野葛菓子」「葛紀行」
- 中井春風堂（吉野山）「極上本葛菓子」
- 横谷芳泉堂（吉野山）「吉野葛菓子　夢見の桜」
- 歌藤御芳堂（吉野山）「吉野山　葛の菓子」
- 太田桜花堂（吉野山）「葛菓子」
- 中岡芳雲堂（吉野山）
- 増田芳輝堂（吉野山）
- TSUJIMURA（吉野山）「星とダンス」「水との戯れ」「森の中へ」「そして訪れ」
- 松屋本店（吉野町）「吉野懐古」
- 吉田屋（下市町）「葛菓子」
- 黒川本家（宇陀市、奈良市）元和元年（1615年）創業、「葛菓子」
- 本家菊屋（大和郡山市）天正13年（1585年）創業、「つみ小菊」
- 樫舎（奈良市）「白鳳の飛天」（薬師寺のみで販売）